# Dioscorea longipes
Dioscorea longipes är en enhjärtbladig växtart som beskrevs av Rodolfo Amando Philippi. Dioscorea longipes ingår i släktet Dioscorea och familjen Dioscoreaceae. Inga underarter finns listade i Catalogue of Life.